# 쿠시 (스코틀랜드 신화)
쿠시(스코틀랜드 게일어: Cù Sìth [kuː ʃiː])는 스코틀랜드와 헤브리디스의 전설에 나오는 사냥개 요괴이다. 복수형으로는 콘시(스코틀랜드 게일어: Coin-Sìth [kɔːn ʃiː]라 하고, 아일랜드에도 쿠시(아일랜드어: Cú Sídhe)라는 비슷한 요괴가 있다. 웨일스 신화의 쿤 안눈과도 그 특성을 공유한다. "쿠시"란 직역하면 개(쿠) 요정(시)이라는 뜻이다. 고양이 요정 카트시와 동일한 작명이다.
쿠시는 덩치는 송아지만하고 생김새는 늑대와 같은 개이다. 털이 덥수룩하고 털색깔은 암녹색인데 가끔 흰색이라고도 한다. 긴 꼬리는 코일 모양으로 꼬여 있거나 댕기머리처럼 땋여 있다. 발의 크기는 남자 주먹만하다.
쿠시는 하일랜드의 절벽 바위틈에 살면서 하일랜드의 황야와 고원을 돌아다닌다고 한다.
쿠시는 죽음의 조짐으로서 공포의 대상이었으며, 그림 리퍼처럼 망자의 영혼을 사후세계로 끌고가는 역할을 맡고 있다고 하기도 한다. 스코틀랜드 신화에서 쿠시가 맡고 있는 역할과 기능은 아일랜드 신화의 밴시의 그것과 유사하다.
전설에 따르면 쿠시는 매우 조용히 사냥을 할 수 있으나, 가끔은 세 번의 끔찍한 울음소리를 내뱉는다고 한다. 이 울음소리는 수 마일 밖에서도 들을 수 있으며, 심지어 바다 건너에서도 들린다. 쿠시의 울음소리를 들은 사람은 세 번의 울음소리가 끝나기 전에 어딘가 안전한 곳으로 도망쳐야 한다. 세 번의 울음소리를 모두 들으면 공포에 미쳐 죽게 되기 때문이다.
어떤 전승에서는 이 울음소리는 젖이 나오는 여자들에게 하는 경고라고도 한다. 쿠시의 울음소리가 들렸는데 문을 잠그지 않으면 쿠시가 쳐들어와 젖이 나오는 여자를 납치해 간다. 쿠시는 여자를 고분(sìthean) 속으로 끌고가서 이스시(요정족)의 아이들에게 젖을 먹이게 한다.

## 같이 보기
- 이스시
- 셔크
- 쿤 아눈